# Valerii Zaluzhnyi
Valerii Fedorovych Zaluzhnyi (em ucraniano:  Валерій Федорович Залужний; nascido em 8 de julho de 1973) é um general ucraniano de quatro estrelas que serviu como Comandante-em-Chefe das Forças Armadas da Ucrânia de 27 de julho de 2021 até 8 de fevereiro de 2024. Ele é membro do Conselho Nacional de Segurança e Defesa da Ucrânia desde 28 de julho de 2021 e atualmente serve como Embaixador Extraordinário e Plenipotenciário da Ucrânia no Reino Unido.
Ele também foi o Comandante do Comando Operacional do Norte (2019-2021), Chefe do Estado-Maior Operacional Conjunto das Forças Armadas da Ucrânia - Primeiro Vice-Comandante das Forças Conjuntas (2018), Chefe do Estado Maior - Primeiro Vice-Comandante do Oeste Operacional Comando (2017), Comandante da 51ª Brigada Mecanizada da Guarda (2009–2012). Após comandar as forças armadas ucranianas durante os primeiros dois anos da invasão russa, ele foi dispensado do cargo de comandante em fevereiro de 2024, sendo substituído pelo general Oleksandr Syrskyi.
Além disso, o general Zaluzhnyi foi nomeado pela revista Time como uma das 100 pessoas mais influentes do mundo em 2022.

## Biografia
Em 1989, ele se formou na escola Nº 9 da sua cidade, entrou na Escola Técnica de Construção de Máquinas de Novohrad-Volynskyi, na qual se formou em 1993 com honras.
Mais tarde, ele entrou na academia militar geral do Instituto das Forças Terrestres de Odessa. Em 1997, ele se formou com honras do instituto, após o qual passou em todas as etapas do serviço militar: comandante de pelotão, comandante de pelotão de treinamento, comandante de pelotão de combate, comandante de companhia de treinamento, comandante de companhia de cadetes e comandante de batalhão.
Em 2005 ingressou na Academia Nacional de Defesa da Ucrânia. Em 2007 graduou-se com uma medalha de ouro, foi nomeado Chefe do Estado-Maior e Primeiro Vice-Comandante da 24ª Brigada Mecanizada Separada em Yavoriv, no oblast de Lviv. Ele serviu com sucesso nesta posição por dois anos e meio.
Por decisão do Chefe do Estado-Maior Geral das Forças Armadas da Ucrânia em 13 de outubro de 2009, ele foi nomeado comandante da 51ª brigada mecanizada separada. Ele comandou essa brigada até 2012.
Em 2014 ele se formou na Universidade de Defesa Nacional Ivan Cherniakhovskyi da Ucrânia. Como o melhor graduado do nível operacional e estratégico de treinamento, foi premiado com a Espada de Transição da Rainha da Grã-Bretanha.
Em 2017 se tornou Chefe do Estado Maior — Primeiro Vice-Comandante do Comando Operacional Oeste.
Para 2018, Chefe do Estado-Maior Operacional Conjunto das Forças Armadas da Ucrânia - Primeiro Vice-Comandante das Forças Conjuntas.
Em 9 de dezembro de 2019, foi nomeado Comandante do Comando Operacional Norte.
Em dezembro de 2020, ele se formou na Universidade nacional "Academia Ostroh" com mestrado em Relações Internacionais.

## Comandante-em-Chefe das Forças Armadas da Ucrânia
Em 27 de julho de 2021, o presidente da Ucrânia Volodymyr Zelenskyy nomeou Zaluzhnyi o novo Comandante-em-Chefe das Forças Armadas da Ucrânia. Ele substituiu Ruslan Khomchak nesta posição. No dia seguinte, foi nomeado membro do Conselho de Segurança e Defesa Nacional da Ucrânia.
Ele é conhecido como um dos generais mais abertos, que entende os problemas dos soldados e oficiais subalternos. Como representante de oficiais superiores ucranianos e participante das hostilidades no Donbas, que não serviu na União soviética, ele tem uma atitude positiva em relação à renovação do pessoal e ao afastamento ucraniano das práticas militares soviéticas. Um de seus primeiros passos no cargo foi desburocratizar as operações militares ucranianas, permitindo que os militares da linha de frente abrissem fogo em resposta aos ocupantes sem o consentimento de superiores e eliminando a necessidade de os militares preencherem documentos desnecessários.
Em relação às suas prioridades como Comandante-em-Chefe, Zaluzhnyi disse: "O curso geral de reforma das Forças Armadas da Ucrânia em conformidade com os princípios e padrões da OTAN permanece irreversível. E a chave aqui são os princípios. As mudanças devem ocorrer principalmente na visão de mundo e na atitude em relação às pessoas. Eu gostaria que você virasse o rosto para o povo, para seus subordinados. Minha atitude em relação às pessoas não mudou ao longo do meu serviço." 
Em 2 de novembro de 2021, Zaluzhnyi nomeou Dmytro Yarosh, ex-líder do Setor Direito, como seu conselheiro; no entanto, de acordo com o Ukrayinska Pravda, Yarosh foi demitido desta posição em dezembro de 2021, quando o cargo de conselheiros públicos (do exército) foi extinto.

## Invasão russa

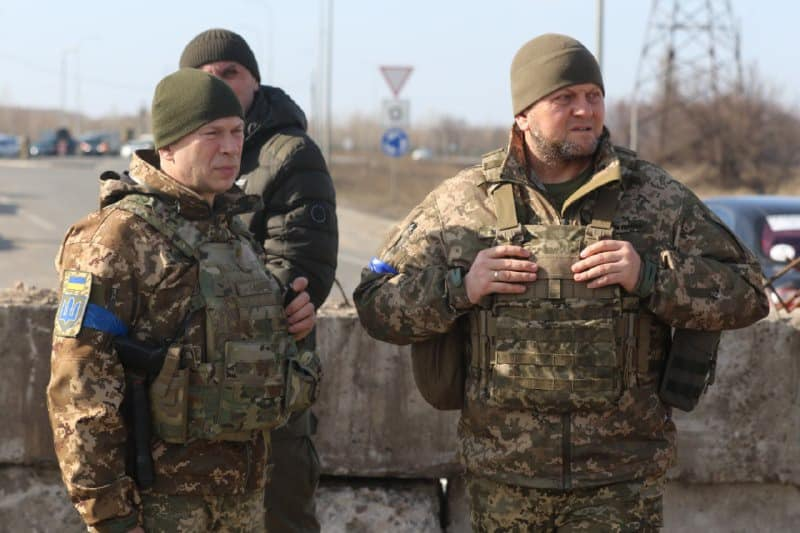
Zaluzhnyi e o Coronel-general Oleksandr Syrskyi durante a Ofensiva de Kiev, em 2022.

Em 5 de março de 2022, em meio à invasão russa da Ucrânia, o tenente-general Zaluzhnyi foi promovido pelo presidente Zelensky ao posto de general, o posto mais alto possível nas Forças Armadas da Ucrânia.
Em janeiro de 2023, ele recebeu uma herança de US$ 1 milhão de Gregory Stepanets, um ucraniano-americano. Zaluzhny doou tudo às Forças Armadas Ucranianas e a organizações humanitárias sem fins lucrativos na Ucrânia.
Durante seu período no comando das forças armadas, Zaluzhnyi defendeu a entrega de armamentos avançados para a Ucrânia pelas nações ocidentais e era conhecido por ser franco com relação a situação da Ucrânia no conflito e os prospectos para o futuro, chegando a classificar a guerra em novembro de 2023 como um "impasse".
Ele permaneceu no cargo até 8 de fevereiro de 2024, quando o Zelensky oficialmente o dispensou do cargo. Zaluzhnyi foi substituído como Comandante-em-Chefe por Oleksandr Syrskyi, anteriormente comandante das Forças Terrestres Ucranianas. Após sua substituição, ele recebeu o título de Herói da Ucrânia por Zelenskyy.

## Patentes militares
- Major-general (23 de agosto de 2017)[9]
- Tenente-general (24 de agosto de 2021)
- General (4 de março de 2022)[27]

### Informações extras
- генерал-лейтенант ЗАЛУЖНИЙ Валерій Федорович // zsu.gov.ua

### Entrevistas
- «Валерій Залужний: "Новоград-Волинський був колискою мрій і прагнень, Володимир-Волинський дав можливість втілити їх у життя…"». zvyagel.com.ua (em ucraniano). Звягель. 5 de novembro de 2010. Consultado em 1 de março de 2018
- Олександр Штупун, «Хочемо відійти від написання бойових наказів зразка 1943 року. Від цих безглуздих доповідей біля карт» — командувач військ ОК «Північ» генерал-майор Валерій Залужний // armyinform.com.ua, 15 de fevereiro de 2020